# كيرميت شيفر
كيرميت شيفر (بالإنجليزية: Kermit Schaefer)‏ هو منتج تلفزيوني وكاتب سيناريو وكاتب أمريكي، ولد في 24 مارس 1914، وتوفي في 8 مارس 1979 بسبب مرض.

## وصلات خارجية
- كيرميت شيفر على موقع IMDb (الإنجليزية)
- كيرميت شيفر على موقع ميوزك برينز (الإنجليزية)
- كيرميت شيفر على موقع ديسكوغز (الإنجليزية)